# Бассейн (фильм, 2001)
«Бассейн» (англ. Swimming Pool; нем. Der Tod Feiert Mit) — немецкий слэшер режиссёра Бориса фон Зиховски. Премьера фильма состоялась 4 октября 2001 года.

## Сюжет
В международной Пражской школе закончился период экзаменов. В связи с этим группа студентов решает вместе отдохнуть и повеселиться. Студент по имени Грег предлагает отметить окончание сессии в аквапарке, расположенном недалеко от города. Для этого Грег уговаривает своего старого друга Картера, ранее промышлявшего взломами, проникнуть в аквапарк ночью, когда он закрыт.
В это самое время в городе орудует маньяк, убивающий своих жертв мачете и совершивший уже два убийства. Вид у маньяка соответствующий — он носит чёрный облегающий костюм, а на голову надевает тряпичную маску с изображением черепа.
Вскоре компания студентов, состоящая из четырёх девушек и семи парней, прибывает в аквапарк и начинает веселиться. Однако их веселье прерывает упомянутый маньяк, который начинает убивать студентов. Входы и выходы из аквапарка оказываются закрытыми, в связи с чем молодые люди разделяются и начинают искать другие пути к спасению, понимая, что любой из них может стать следующей жертвой...

## В ролях
| Актёр             | Роль                |
| ----------------- | ------------------- |
| Кристен Миллер    | Сара                |
| Торстен Грассхофф | Грег                |
| Елена Улиг        | Кармен              |
| Джеймс Макэвой    | Майк                |
| Джейсон Лиггетт   | Мартин              |
| Йохан Лотан       | Крис                |
| Корделия Бугея    | Мэл                 |
| Джон Хопкинс      | Фрэнк               |
| Максимилиан Грилл | Диего               |
| Линда Рыбова      | Сэнджи              |
| Брайан Карни      | Картер              |
| Айла Фишер        | Ким                 |
| Анна Гейслерова   | Катрин              |
| Ян Власак         | Каданков            |
| Дэниэл Вёрм       | Томми               |
| Марек Либерт      | ассистент Каданкова |
| Карел Белоградски | охранник            |
| Джозеф Пейчал     | Оливер              |